# Karaköprü, Şanlıurfa
Karaköprü là một thị trấn thuộc thành phố Şanlıurfa, tỉnh Şanlıurfa, Thổ Nhĩ Kỳ. Dân số thời điểm năm 2011 là 52.301 người.